# آرثر ألتمان
آرثر ألتمان (بالإنجليزية: Arthur Altman)‏ هو كاتب أغاني وعازف كمان أمريكي، ولد في 28 سبتمبر 1910، وتوفي في 18 يناير 1994.

## وصلات خارجية
- آرثر ألتمان على موقع IMDb (الإنجليزية)
- آرثر ألتمان على موقع ميوزك برينز (الإنجليزية)
- آرثر ألتمان على موقع أول ميوزيك (الإنجليزية)
- آرثر ألتمان على موقع ديسكوغز (الإنجليزية)